# Tecla Alt

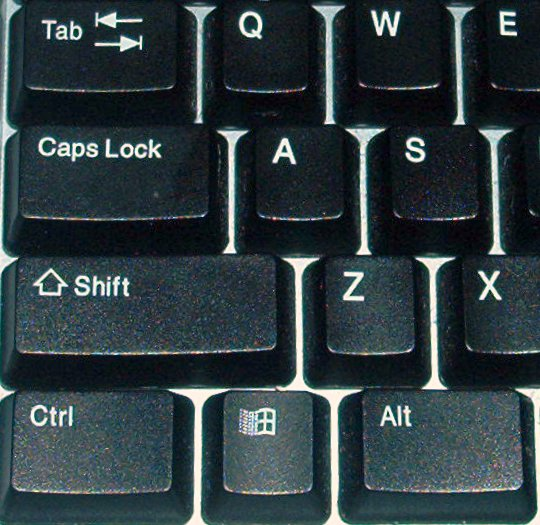
La tecla Alt en un teclat modern.

En informàtica, la tecla Alt o tecla d'alternativa, és una tecla modificadora que s'usa per a accedir a menús i altres dreceres. Les distribucions de teclats en anglès posseeixen dos Alt, una a l'esquerra i una altra a la dreta. No obstant això, la majoria de les altres distribucions tenen la tecla Alt Gr en lloc de la de la dreta.
Aquesta tecla forma part de la coneguda drecera Ctrl+Alt+Supr, que originàriament en les IBM PC servia per reiniciar en calent, i que ara els sistemes operatius l'empren per a tasques diferents com mostrar una llista dels processos i permetre tancar, reiniciar o apagar el sistema, iniciar sessió, etc.
Altres dreceres conegudes amb aquesta tecla són Alt+F4 i Alt+Tab, que en molts sistemes operatius permeten tancar finestres i alternar entre elles, respectivament.
Un altre ús bastant conegut és el d'inserir caràcters no disponibles en el teclat. Per això s'ha de mantenir pressionada la tecla alt esquerra mentre s'escriu el codi amb els números del teclat numèric. A l'entorn DOS calia saber el codi corresponent de la pàgina de codi OEM corresponent a la zona geogràfica. A Windows, a part d'aquests codis es poden inserir els del set de caràcters ANSI anteposant un zero davant del codi corresponent.